# Friedrich Heusler

Isabellenhütte Heusler in Dillenburg

Carl Ludwig David Friedrich „Fritz“ Heusler (* 1. Februar 1866 in Bonn; † 25. Oktober 1947 in Dillenburg) war ein deutscher Bergbauingenieur und Chemiker, Dr. phil. und Hüttenbesitzer.

## Familie

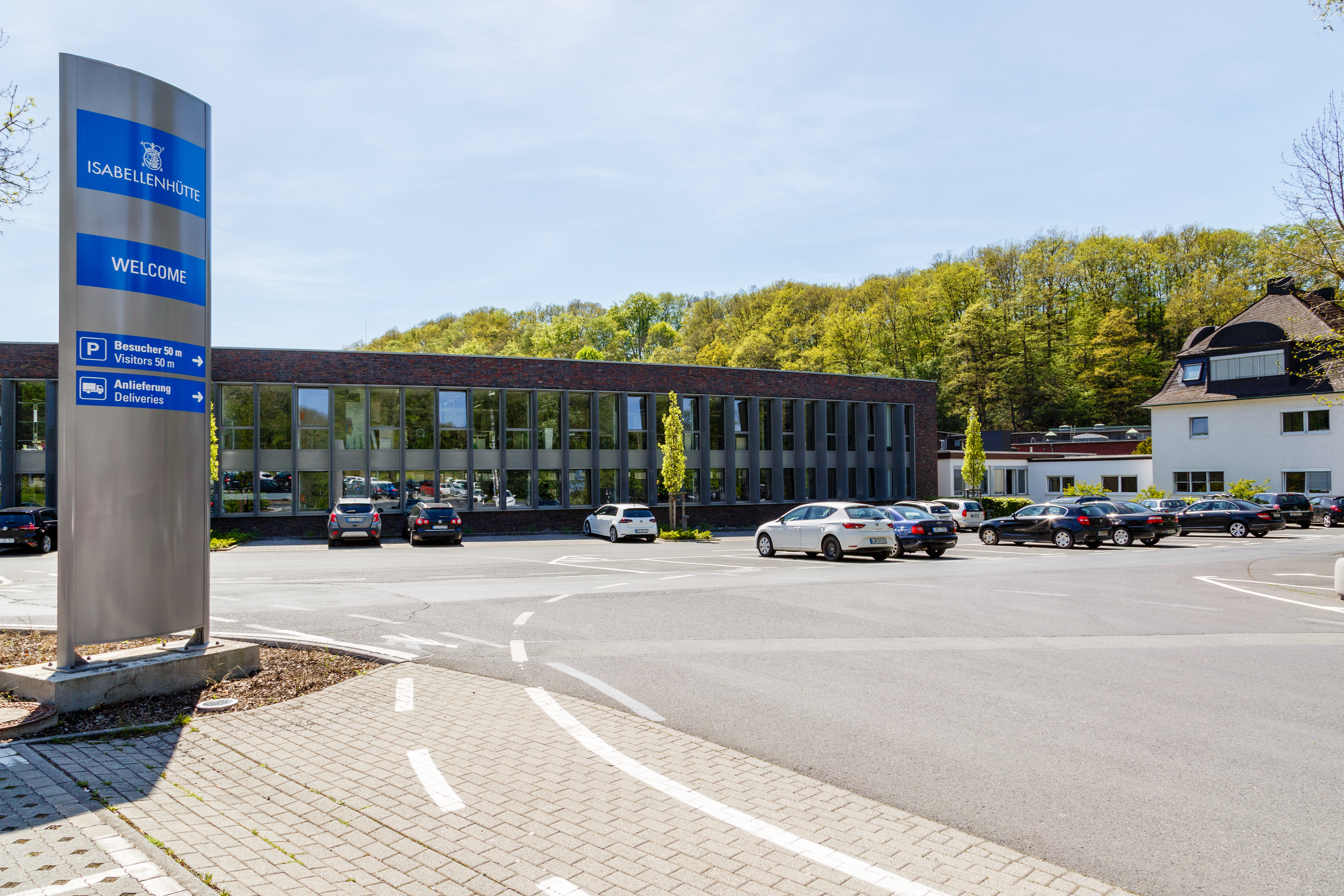
Isabellenhütte Heusler

Fritz war Nachfahr des Theodor Heusler, (1696–1757) gebürtig in Basel, Frankfurter Bankier und Mitgewerke der Hüttenwerke der Isabelle Charlotte Fürstin zu Nassau-Dillenburg gegründet von Fürst Christian zu Nassau-Dillenburg.
Der Vorfahr Theodor Heusler war der Stammvater des hessischen Asts eines seit 1364 bezeugten Basler Bürger- und Ratsgeschlechtes. Der Vater von Fritz war Conrad Heusler (1827–1907), Geheimer Bergrat in Bonn und damaliger Besitzer der Isabellenhütte Heusler in Dillenburg. Seine Mutter Georgine Strauß (1843–1911), Tochter des David Friedrich Strauß, Professor der Theologie in Zürich (Schweiz) und der Sängerin Agnes Schebest.
Der 30-jährige Fritz heiratete 1896 in Marburg/Lahn Johanna (1868–1955), Tochter des Otto von Heusinger (1830–1901), Prof. der gerichtlichen Medizin und Kreisarzt in Marburg und der Rosine Hermann. Er selbst arbeitete zu dieser Zeit als Privatdozent an der Universität Marburg.
Das Ehepaar hatte vier Kinder, zwei Söhne, zwei Töchter. Sohn Otto (* 1901) wurde Chemiker und technischer Leiter der Isabellenhütte, Sohn Ernst (* 1907) wurde kaufmännischer Leiter der Isabellenhütte.
1926 wurde er zum korrespondierenden Mitglied der Göttinger Akademie der Wissenschaften gewählt.

## Beruf
Fritz entdeckte die nach ihm benannten Heuslerschen Legierungen, die ferromagnetisch sind, obwohl die darin enthaltenen Legierungselemente diese Eigenschaft nicht aufweisen. 1937 zog sich Heusler aus der aktiven Leitung des Unternehmens zurück und übergab die Geschäfte seinen beiden Söhnen Otto Heusler als technischem und Ernst Heusler als kaufmännischem Direktor der Isabellenhütte. Gleichzeitig erfolgte die Umwandlung der Isabellenhütte GmbH in eine Kommanditgesellschaft unter der Firma „Isabellenhütte Heusler KG“. Die Satzung bestimmte, dass nur Nachkommen von Konrad Heusler mit Kapital an dem Unternehmen beteiligt sein konnten. Die Isabellenhütte, das älteste Industrieunternehmen Hessens, ist auch heute noch im Besitz der Familie Heusler.

## Schriften
- Über Magnetische Manganlegierungen und Über die Synthese ferromagnetischer Manganlegierungen. In: Verhandlungen der Deutschen Physikalischen Gesellschaft. 5. Jg. 1903, S. 219 ff. Digitalisat
- mit Franz Richarz, W. Starck und Erich Franz Adalbert Haupt: Über die ferromagnetischen Eigenschaften von Legierungen unmagnetischer Metalle. In: Schriften der Gesellschaft zur Beförderung der Gesamten Naturwissenschaften zu Marburg, 13, 237, Marburg 1904